# British Winter Tour 1974
Il British Winter Tour 1974 fu un tour del gruppo musicale britannico Pink Floyd che si tenne in Gran Bretagna nel 1974.

## Storia
Il tour venne programmato in modo che nelle città sedi dei concerti ci fossero partite di calcio che il gruppo avrebbe visto durante il pomeriggio dell'esibizione. Prima di partire per il tour la band si ritirò per tre settimane negli Elstree Film Studios di Londra per provare la sincronizzazione fra musica e video.
Nella prima parte degli spettacoli venivano suonate due nuove composizioni ancora inedite, Shine On You Crazy Diamond, Raving and Drooling (che poi sarebbe divenuta nota come Sheep), entrambe già presentate nel tour precedente in Francia, e una nuova composizione, Gotta Be Crazy, che poi sarebbe divenuta nota come Dogs e pubblicata come Sheep nell'album Animals del 1977; nella seconda parte veniva suonato per intero l'album The Dark Side of the Moon con la proiezione di un filmato ad accompagnamento della musica arricchito, rispetto al video usato nel tour precedente, da un filmato animato realizzato da Ian Eames; l'esecuzione incominciava con la diffusione della registrazione di una risata maniacale e da una voce che ripeteva ad alto volume "I've been mad for fucking years"; sullo schermo veniva proiettata l'immagine di una luna crescente che poi veniva sostituita da un grafico cardiografico; a questo punto il gruppo incominciava l'esecuzione dei diversi brani dell'album, tutti accompagnati dalla proiezione di filmati. Lo spettacolo terminava con un bis nel quale veniva eseguito il brano Echoes del 1971 accompagnato da sfere di luce verde proiettate su uno schermo.
L'esibizione del 16 novembre a Wembley venne registrata da Radio One della BBC e fu trasmessa, limitatamente ai brani di Dark Side of the Moon, l'11 gennaio 1975 nell'Alan Freeman Show. Dalle esibizioni del 17 novembre Shine On You Crazy Diamond e Raving and Drooling vennero invertiti fra loro. L'esibizione del 19 novembre a Stoke-on-Trent venne registrata e pubblicata come bootleg col titolo British Winter Tour 1974 e arrivò a vendere oltre centomila copie. Il tour fu un successo e ogni data registro il tutto esaurito; non tutta la critica però fu entusiasta e ci furono detrattori come Nick Kent dell'NME che accusò il gruppo di mancanza di creatività e di essersi imborghesito.

## Date
- Usher Hall, Edimburgo, Lothianm, Scozia  (4-5 novembre 1974)
- The Odeon, Newcastle upon Tyne, Inghilterra (8-9 novembre 1974)
- Empire Pool, Wembley, Inghilterra (14-17 novembre 1974)
- Trentham Gardens, Stoke on Trent, Inghilterra (19 novembre 1974)
- Sophia Gardens Pavilion, Cardiff, Galles (22 novembre 1974)
- Empire Theatre, Liverpool, Inghilterra (28-30 novembre 1974)
- The Hippodrome, Birmingham, Inghilterra (3-5 dicembre 1974)
- The Palace Theatre, Manchester, Inghilterra (9-10 dicembre 1974)
- The Hippodrome, Bristol, Avon, Inghilterra (13-14 dicembre 1974)

## Formazione
- David Gilmour - chitarre, voce
- Nick Mason - batteria
- Roger Waters - basso, voce, gong
- Richard Wright - tastiere, voce

### Altri musicisti
- Venetta Fields: cori
- Dick Parry: sax
- Carlena Williams: cori

## Brani
Prima parte
1. Shine On You Crazy Diamond
2. Raving and Drooling
3. Gotta Be Crazy

Seconda parte
- The Dark Side of the Moon (intero album)

Bis
- Echoes